# Marcantonio Bragadin
Marcantonio Bragadin (Roma, 6 de janeiro de 1601 - Roma, 28 de março de 1658) foi um cardeal do século XVII

## Biografia
Nasceu em Veneza em 1591 (ou 1593). De família nobre que pertencia ao grupo não oficial das 42 casas mais influentes da República de Veneza. Filho de Antonio Bragadin, chefe do Conselho dos Dez, e Cecilia Morosini. Ele tinha três irmãos: Alvise (1594-1665), que era consigliere ; Bárbaro (1597-1656), também consigliere ; e Lorenzo, que provavelmente morreu muito jovem. Seu avô, Marcantonio Bragadin, era zagueiro do Famagosta, do Chipre. Seu primeiro nome também está listado como Marc'Antonio; e como Marco Antonio; e seu sobrenome como Bragadino; como Bragadeno; e como Bragadini.
Obteve o doutorado in utroque iure , direito canônico e civil..
Inicialmente, seguiu carreira política e foi Sávio das Ordens; e oficial de Cazude. Em 1624, abandonou a política para seguir a carreira eclesiástica. Foi para Roma e o Papa Urbano VIII confiou-lhe vários cargos na Romagna..
Ordenado em 28 de setembro de 1626, Veneza. Referendário dos Tribunais da Assinatura Apostólica de Justiça e da Graça, 17 de março de 1627. Governador de Fabriano, de abril a dezembro de 1627. Governador de Sabina, 17 de outubro de 1628. Governador de Narni, 28 de dezembro de 1628..
Eleito bispo de Crema em 3 de dezembro de 1629. Consagrado em 21 de dezembro de 1629, Capela Sistina, Roma, pelo Cardeal Antonio Barberini, sênior , OFMCap., auxiliado por Luca Castellani, bispo de Catanzaro, e por Francesco Passionei, bispo de Cagli. Transferido para a sede de Ceneda, em 12 de janeiro de 1633. Transferido para a sede de Vicenza, em 3 de outubro de 1639..
Criado cardeal sacerdote no consistório de 16 de dezembro de 1641; recebeu o chapéu vermelho e o título de Ss. Nereo ed Achilleo, 26 de maio de 1642. Participou do conclave de 1644, que elegeu o Papa Inocêncio X. Optou pelo título de S. Marco, 19 de novembro de 1646. Camerlengo do Sagrado Colégio dos Cardeais, 10 de janeiro de 1650 a janeiro 9 de 1651. Participou do conclave de 1655, que elegeu o Papa Alexandre VII. Renunciou ao governo da diocese de Vicenza antes de 14 de outubro de 1655. Sofria de gota..
Morreu em Roma em 28 de março de 1658, no palácio de S. Marco, Roma. Enterrado em seu título, S. Marco..